# مراد علمدار
مراد علمدار (هو اللفظ العربي للاسم التركي بولات ألِمدار:Polat Alemdar) ظهرت شخصية مراد علمدار، التي يؤديها الممثل التركي نجاتي شاشماز، في مسلسل وادي الذئاب ابتداءً من الجزء الأول وحتى الجزء العاشر، بالإضافة إلى أفلام وادي الذئاب: العراق ووادي الذئاب: فلسطين. أصبحت هذه الشخصية واحدة من أكثر الشخصيات شهرة في المنطقة العربية والآسيوية. تم دبلجة المسلسل من اللغة التركية إلى عدة لغات، بما في ذلك اللغة العربية.
أثارت القضايا التي يعرضها المسلسل، والتي يعمل مراد علمدار على حلها، جدلاً في العديد من الدول، حيث يتناول المسلسل قضايا سياسية معقدة وحساسة، مما جعله محورًا للنقاشات الرسمية والشعبية.

## الشخصية
تطورت شخصية بولات علمدار منذ الحلقة الأولى من الجزء الأول، الذي عُرض على قناة أبوظبي الأولى عام 2008. استمر عرض الأجزاء اللاحقة حتى وصل المسلسل إلى الجزء العاشر في عام 2015. بالإضافة إلى المسلسل، تم تصوير عدة أفلام كان بولات علمدار بطلها إلى جانب فريقه الذي يضم ميماتي باش وعبد الحي جوبان، المعروف أيضًا باسم زولفي.

## طفولته
في الجزء الأول من المسلسل، يتم تقديم شخصية بولات علمدار ويتم استكمال تفاصيلها في الجزء الثاني. يتضح أنه ابن شخصية بارزة في مجلس الذئاب، وهو المجلس الذي اشتق منه اسم المسلسل واسم العملية التي ينخرط فيها بولات. يُكشف أن والده هو البارون محمد القرخانلي.
يقوم شخص يُدعى أصلان آقبي، وهو موظف في الاستخبارات التركية والمسؤول الأول عن عملية "وادي الذئاب"، باختطاف الطفل مراد (الذي كان يُدعى أيمن محمد القرخانلي) من منزله. يُودع الطفل المخطوف، الذي سيتم تغيير اسمه لاحقًا إلى علي جاندان (الذي سيصبح بولات علمدار)، في ملجأ للأيتام تحت إشراف أصلان آقبي وفريقه.
في سن الرابعة، يتبناه عمر جاندان وزوجته نازك، ويصبح أصلان آقبي صديقًا للعائلة، حيث يُشرف عن كثب على تربية علي جاندان الذي سيتحول لاحقًا إلى مراد علمدار.

## حياته
أشرف أصلان آقبي على تعليم وتوجيه علي جاندان، حيث أقنعه بدراسة العلوم السياسية في جامعة أنقرة، ثم الانضمام إلى جهاز الاستخبارات التركي (KGT). خضع علي جاندان، الذي أصبح بولات علمدار، لتدريبات مكثفة على يد أصلان لتنمية شخصيته وإعداده جيدًا للعملية التي تم تحضيره لها، وهي القضاء على قادة المافيا الذين يشكلون مجلس الذئاب، بقيادة والده القرخانلي.
من بين الشخصيات المقربة من بولات كانت حبيبته رهف، التي تُقتل في نهاية الجزء الثاني إثر حادث سير مدبر من أحد أعدائه.

## بداية دخوله الوادي
يدبر أصلان آقبي قصة موت علي جاندان، الذي كان في الحقيقة جزءًا من "فرقة النسور" المختصة بعمليات ما وراء الحدود. تتضمن القصة المزيفة أن علي جاندان مات في تركيا، ليتم بعدها إجراء عمليات تجميل له وتغيير صوته. تم اختلاق هذه القصة بعناية لتمهيد ظهوره في عالم الجريمة تحت اسم بولات علمدار. ساعد في تنفيذ هذه الخطة عميل آخر يعمل متخفيًا منذ فترة طويلة، وهو العم مروان، مما مهد الطريق لظهور مراد علمدار بشكل رسمي ضمن عالم الذئاب.

## صفاته
على مدار الأجزاء والأفلام، تبرز العديد من الصفات والقدرات التي يمتلكها بولات علمدار، مما يساعده على التدرج في المناصب والقيادات، سواء أثناء تخفيه في "وادي الذئاب" أو بعد أن يظهر علنًا ليصبح ذراعًا شبه رسمية أو سرية للدولة. من أبرز صفاته: قوته الجسدية، وتدريبه القتالي الممتاز، وإتقانه لاستخدام الأسلحة، إلى جانب رجاحة عقله وقدرته على التخطيط والتحليل المنطقي للأحداث والنتائج. يتمتع أيضًا بكاريزما قوية وقدرة على إيصال الأفكار بشكل صحيح دائمًا.
واحدة من أهم مهاراته هي سيطرته على الأشخاص الذين يعملون معه، حيث يتمكن من تحويل خصومه أو أعدائه إلى أصدقاء أو أتباع مخلصين، يضحون بأنفسهم من أجله.

## الإنضمام إلى سليمان شاكر
ينضم مراد علمدار إلى مجموعة سليمان شاكر التي تضم عدة شخصيات رئيسية، من بينهم العم مروان، وهو عميل مخضرم يعمل لصالح أصلان آقبي منذ عشرين عامًا في "وادي الذئاب"، وسليمان شاكر، قائد المجموعة وصهر ضيا اللازي، أحد أعضاء المجلس الذي يسعى مراد لتدميره. تشمل المجموعة أيضًا الخال سيفو وميماتي باش، الذي كان مرافقًا وحارسًا لسليمان شاكر، وأصبح لاحقًا الرجل الثاني بعد مراد حتى وفاته في نهاية الجزء السادس.
يطلب أصلان آقبي من مراد تكوين علاقة صداقة قوية مع سليمان شاكر، وهو ما يحدث بالفعل، خاصة بعد وفاة العم مروان، الذي يقتله أصلان بنفسه كجزء من خطته. تتطور علاقة مراد وسليمان لدرجة أن مراد أصبح يتخذ القرارات نيابةً عن شاكر. وقد أطلق سليمان تشبيهًا جميلًا على علاقتهم الأربعة بعد وفاة العم مروان: "سليمان هو القلب، مراد هو العقل، الخال هو الذراع، وميماتي هو القبضة."
بعد وفاة الخال سيفو وسليمان شاكر، يصبح مراد علمدار مع ميماتي باش وعبد الحي، الذي ينضم إليهم قبل وفاة أصلان، القوة الضاربة الأساسية في المسلسل لعدة أجزاء، إلى جانب عمران، قريب الخال سيفو.

## مع المجلس
بعد وفاة سليمان شاكر، يبدأ ضيا اللازي وبقية أعضاء المجلس بالتعامل مع بولات علمدار، وتكليفه بمهام متعددة. يستمر هذا الوضع حتى وفاة البارون محمد القرخانلي، حيث يبدأ بولات في القضاء على أعضاء المجلس تدريجيًا. وعند موت البارون، يتولى بولات منصب البارون الجديد.
مع ذلك، تنشب صراعات داخل المجلس بين أعضائه الطامعين بمنصب البارون، مما يؤدي إلى تدمير المجلس من الداخل، حيث يتآمر بعض الأعضاء على بعضهم البعض، مما يساعد بولات في تحقيق هدفه النهائي بتفكيك المجلس والقضاء عليه بالكامل.

## مع الحكومة
بعد أن يصبح بولات علمدار جزءًا شبه رسمي من الدولة، يواجه مجلسًا جديدًا يجب القضاء عليه، هذه المرة بقيادة قوى روسية، ويظهر خلال هذه الفترة شخصيات بارزة مثل أندريه الثعلب والعقرب وغيرهم. في الوقت نفسه، تبرز شخصية داوود تتر أوغلو، رجل الأعمال الكبير والمسيطر على الصحافة، إلى جانب ثلاثة آخرين من رجال الأعمال المسيطرين على الساحة الاقتصادية والإعلامية.
يقود بولات حربه ضد هؤلاء بدعم من فريقه القوي الذي يضم ميماتي باش (أدى دوره غوركان أويغون)، عبد الحي جوبان (أدى دوره كنان جوبان)، وعمران أفق وغيرهم من أعضاء مكتبه الجديد. خلال هذه المواجهات، ينقلب عليه المحقق حقان، الذي كان قد قتل رفيقه سابقًا، وينضم إلى صفوف عدو بولات الجديد، إسكندر الكبير. إسكندر هو رجل قوي كان في السابق مع الدولة ولكنه يسعى الآن للسيطرة عليها، ويعاني من مرض السكري.
مع نهاية الجزء الرابع، يُقتل إسكندر الكبير، لتظهر شخصية جديدة في المسلسل، وهي أرون فيلر، الأمريكي الذي يسيطر على العديد من المؤثرين في القرارات السياسية والاقتصادية.

## النساء في حياته
- نزيفة جاندان Nazifa candan : امه التي ربته
- إيليف ايلول Elif Eylül : الفتاة التي كان يحبها وتوفيت نهاية الجزء الثاني
- صفية قراخانلي اخته الحقيقية ظهرت في أواخر الجزء الأول كانت تعيش في كندا وعادت إلى تركيا وتعرفت على بابا عمر وماما نزيفة بطريقة غير مباشرة وعندما علموا بقصتهم الحقيقية ظهرت بعض المشاكل ولكن انتهت بعد نهاية الجزء الثاني وظهرت في بداية الجزء الثامن والتاسع والعاشر أيضا
- ايبرو ارجمنت Ebru : وهي زوجته التي انجبت إيليف وماتت نهاية الجزء الرابع بعد ان فجر بها السيارة اسكندر الكبير
- هدى/اهو طوروس Ahu Turus : فتاه أهتم بها بعد وفاة أبيها وتعلقت به لكنها توفيت نتيجة تفجريها من قبل المنظمة
- انجي تتر اوغلو Ancı Tataroğlu : بنت داوود تتر اوغلو التي تزوجت إسكندر الكبير عدوه وقتله وهي كانت معجبة به عرضت عليه جسدها من قبل لإنقاذ أخيها فؤاد ورفض ثم أغرته في الجزء الخامس وأجبرته وفي السادس يأتيه الخبر ويضطر الزواج بها وعندما تنجب الطفل يقتله عزت مهرب الدخان
- ليلى تركمان Leyla Turekmen : مدعية عامة كانت صديقة ل أيليف ايلول وتظهر بالجزء الخامس وبدأت قصة عشق ما زالت مستمرة إلى الجزء العاشر وفيه اراد بولات ان يطلب يد ليلى لزواج لكن قبلها بساعات خطف بولات من قبل حراس المعبد وبعد هربه تعلم ليلى انها مصابه بالسرطان وفي تلك اللحظة طلب بولات يدها للزواج ولكنها رفضة وقد ذهل بولات منها ولكنها لا يعلم بمرضها وليلى تحاول الابتعاد عن أيليف وبولات خوفاً ان يعلمو بمرضها وتقرر السفر وبعد ان يشعر بولات علمدار باختفاء ليلى يبحث ويعرف انه بلمشفى ويذهب إلى المشفى ويتفاجى بمعرفته ان ليلى مريضة بمرض السرطان ويساعدها وتتحسن حاله ليلى أكثر وأكثر بمرور الوقت وبعدها يطلب بولات علمدار الزاج منها وتقبل ويتزوجو بولات علمدار وليلى تركمان ويذهبون في اجازة واثناء الإجازة ينزل علمدار لمعرفه ماحدث تحت السفينة وتنفجر القارب وتموت ليلى تركمان
- زينب أو اسيا تونا: كانت في السابق تعمل مع اصلان بيك اقبي والدكتور اوكتام ثم تم امر مراد بقتلها بشخصيته الأولى علي جاندان، لكنه تركها وهربت ولم تظهر الا بالجزء العاشر تعمل بما يسمى المنالاسيوي وهي شركة امن خاصة تديرها وتشرف على تدريبها...والذي انجب منها يوسف كوزوزاده من غير علمه عن طريق التلقيح الاصطناعي الذي قام بها بروفيسور اوكتام بالاتفاق مع اصلان اكبي.

## أعداؤه
منذ بداية الجزء الأول من مسلسل "وادي الذئاب"، بدأ أعداء بولات علمدار يظهرون بشكل تدريجي، حيث تنوعوا من الأتباع الصغار إلى المعلمين، ثم إلى رؤساء العصابات والقادة الكبار. استمرت مواجهاته مع رجال الأعمال ذوي النفوذ، القيادات السياسية، ومديري الأمن، وصولًا إلى الجنرالات المتقاعدين والطامحين إلى تنفيذ انقلابات أو الحصول على مناصب عليا. إضافة إلى ذلك، دخل في مواجهات مع قادة المنظمات السرية الذين باتوا يشكلون جزءًا كبيرًا من الصراع المستمر ضده.
كان من ضمن هؤلاء الأعداء الذين تحولوا إلى حلفاء يالجين بولوت، مساعد داوود تتر أوغلو، وكذلك مورو رجل المنظمة مع مساعده. وعلى الجانب الآخر، انقلب بعض الأصدقاء والداعمين إلى أعداء، مثل حقان بافرلي الذي أصبح مساعدًا لإسكندر الكبير، وأونصال مدير الأمن الذي خضع لسيطرة أرون فيلر، وشاه ميران رجل المنظمة. من بين الأعداء البارزين الذين ظهروا أيضًا، كان إرسوي اللوبي الذي كان من أخطر أعداء مراد، إذ تسبب في مقتل ابن ميماتي باش، مما أدى إلى جنون ميماتي وسعيه للانتقام.
في وقت لاحق، ظهر عدو جديد يُدعى بويراز، الذي كان يعمل سابقًا لصالح الحكومة التركية والاختيارية، ولكن بعد قضائه 15 عامًا في السجن، طلبه سنجر بيك، أحد أعداء مراد من الاختيارية. عندما تم قتل صديق بويراز، آراز، ازدادت رغبة بويراز في الانتقام، فانضم إلى "حراس المعبد" وأصبح يضع الخطط للقضاء على بولات علمدار. وكان لبويراز عداوة شخصية مع كارا الأسود، حيث قتل بويراز ابن كارا وخطف حفيده، وفيما بعد فجر حفيده ومرافقه أركان، مما أدى إلى جنون كارا.
في مواجهة مع بويراز، قام الأخير باختطاف غايا، زوجة عبد الحي، وأخبر عبد الحي بذلك، مما دفعه إلى مواجهة بويراز. في تلك المواجهة، تدخل كارا وبولات علمدار بعد تنفيذ خطة محكمة للإيقاع ببويراز. وفي النهاية، قام كارا بدفن بويراز حيًا بعد تعذيبه.
من بين أعداء بولات علمدار الآخرين، كان الملك السامي، مستر كي، والأوستات رونالد، ومارغريت التي ربت رهف بناءً على مخطط من عدو مراد، أرون فيلر. في الجزء التاسع، ظهر أعداء جدد مثل صقر شديد، صادق البريطاني، وجون سميث. كما برز مجلس فهمي كوزوزتده كخصم لبولات، بالإضافة إلى مَتّى إيمار وبعض رجال المعبد مثل الجيس والبروفيسور مارتن، الذي تسبب في وفاة والدة بولات. لاحقًا، ظهر كارول، شقيق البروفيسور مارتن، الذي سعى للانتقام لموت أخيه، وكان له نفوذ كبير في الوادي.
أعداء آخرون من الشخصيات المؤثرة شملوا أمون وروبرت البرت ستون، المعروف باسم "را".

## وصلات خارجية
- معلومات حول مراد علمدار Polat Alemdar (نجاتي شاشماز) بطل مسلسل وادي الذئاب